# Католицька церква у Франції
Като́лицька це́рква у Фра́нції — найбільша християнська конфесія Франції. Складова всесвітньої Католицької церкви, яку очолює на Землі римський папа. Керується конференцією єпископів. Станом на 2004 рік у країні нараховувалося близько 44 499 000 католиків (75,54% від усього населення). Існувало 98 діоцезій, які об'єднували 18 844 церковних парафій.  Кількість  священиків — 21 930 (з них представники секулярного духовенства — 17 238, члени чернечих організацій — 4692), постійних дияконів — 1857, монахів — 8361, монахинь — 42 442.

## Історія

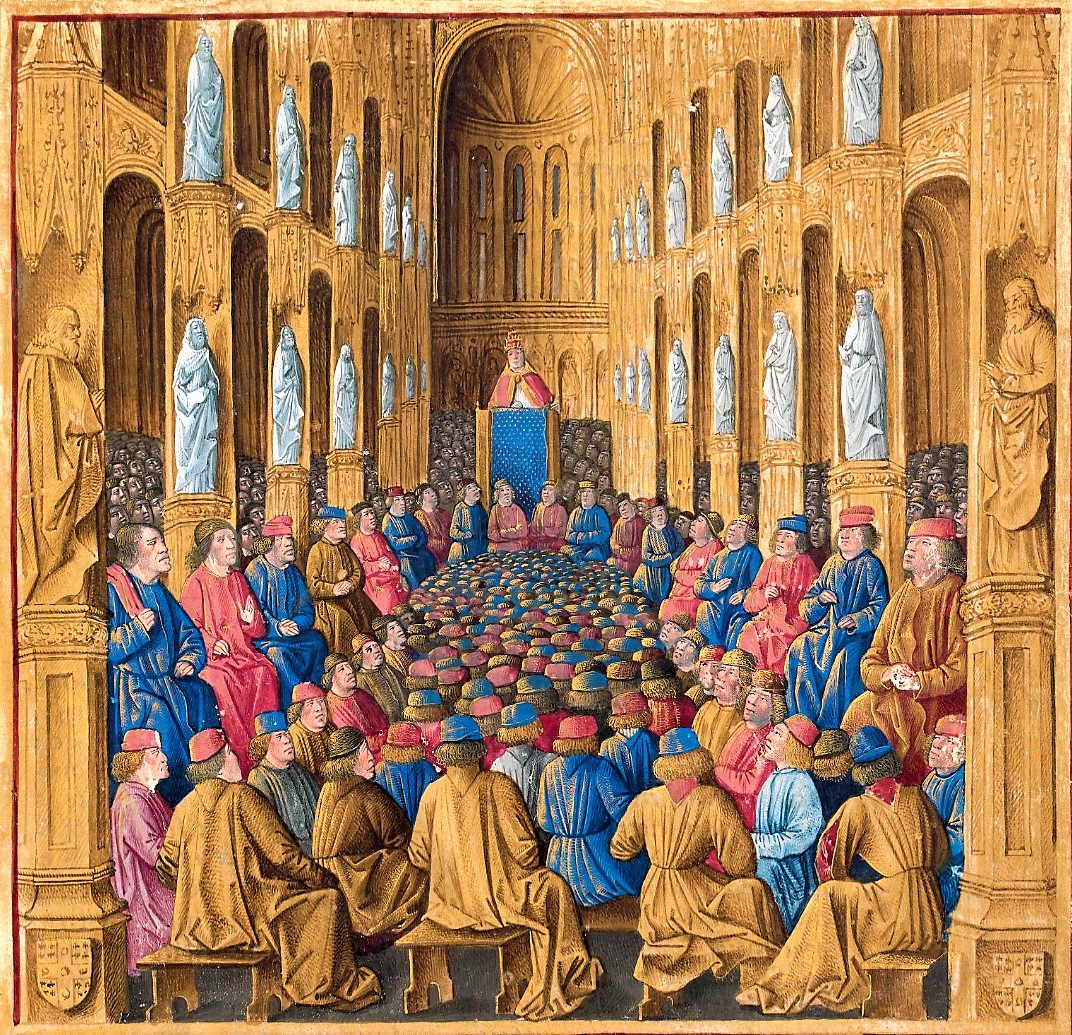
Папа Урбан II на Клермонтському соборі, ілюстрація з Livre des Passages d'Outre-mer

Згідно з переданням, Лазар і його сестри Марія та Марта, які були вигнані зі Святої Землі, перетнули Середземне море на маленькому човні і висадились у Сент-Марі-де-ла-Мер поблизу Арля. Провансальська традиція іменує Лазаря першим марсельським єпископом, а Марта, за легендою, приборкала своїми чарівними піснями дракона Тараска, що не давав спокою мешканцям навколишніх сіл.
Перші занотовані згадки про християн у Франції датуються ІІ століттям — Іреней Ліонський описує
смерть 19-річного єпископа Лугдунума (сучасний Ліон) та інших мучеників в часи переслідувань 177 року.
В 496 році святий Ремігій хрестив Хлодвіга I — короля франків, що вважається засновником Франкського королівства. Хлодвіг I став союзником і захисником папства і поклав початок християнизації Галлії.
На різдво 800 року, пап Лев III коронував Карла І імператором Священної Римської імперії. До Французької революції, католицизм вважався державною релігією Франції, а саму країну називали «старшою донькою церкви».
1095 року у французькому місті Клермон відбувся собор, на якому папа Урбан II закликав до Першого хрестового походу.
В 1309—1377 роках резиденція пап була перенесена до міста Авіньйон на півдні Франції. Цей період в історії церкви називають Авіньйонським полоном пап і характеризують політичною залежністю пап від французьких королів. 1378 року Авіньйон залишався папською резиденцією в умовах Західної схизми, яка була подолана на Констанцькому соборі у 1415 році. Обраному на цьому соборі папі Мартину V вдалося повернути апостольський престол у Рим.
Реформація знайшла у Франції своїх прихильників — Гугенотів. Боротьба гугенотів з католиками вилилась у релігійні війни, що тривали між 1562 і 1598 роками. Кінець конфлікту був покладений 1598 року Нантським едиктом, що захищав право на свободу совісті і відновлював протестантам громадянські права.
Під час Французької революції 1789 року національною асамблеєю було прийнято рішення про націоналізацію церковного майна, а також закон про Громадянський устрій духівництва, згідно з яким посада єпископа проголошувалась виборною і не потребувала згоди Папи. Церковні реформи викликали невдоволення папи Римського і розкол у країні.
Конкордат Наполеона 1801 року частково повертав церкві зв'язок з Папою, закріплював за католицизмом статус релігії більшості французів, залишаючи право свободи совісті, і зобов'язував державу платити духівництву заробітну плату. 1825 року в часи реставрації Бурбонів у Франції діяв закон проти богохульства і святотатства, проте 1830 року на початку періоду липневої монархії він був скасований.
1905 року у Франції був прийнятий Закон про відділення церков від держави. Згідно з цим законом держава припинила фінансування церкви, та закріпила свободу віросповідання.

## Сучасність
Станом на 2007 рік близько 51% французів називають себе католиками. На території Франції Римо-католицька церква нараховує 98 дієцезій, що опікуються 20 523 парафіями..
Східні католицькі церкви представлені Апостольським екзархатом Української греко-католицької церкви, Єпархією Sainte-Croix-de-Paris вірменського обряду та Ординаріатом Франції для вірних східних обрядів.

### Список митрополій

Адміністративний поділ Римо-католицько церкви у Франції

- Митрополія Безансон
- Митрополія Бордо
- Митрополія Клермон
- Митрополія Діжон
- Митрополія Ліль
- Митрополія Ліон
- Митрополія Марсель
- Митрополія Монпельє
- Паризька митрополія
- Митрополія Пуатьє
- Митрополія Реймс
- Митрополія Ренн
- Митрополія Руан
- Митрополія Тулуза
- Митрополія Тур